# Буроголовый ошейниковый попугай
Буроголовый ошейниковый попугай (лат. Psittacella picta) — вид попугаев из семейства Psittaculidae. Обитают в основном в Папуа — Новой Гвинее.

## Описание
У буроголового ошейникового попугая зелёные крылья и хвост, красная «шапочка», жёлтые глаза, красный круп и «тигровые» полосы на спине и животе.

## Распространение и население
Общая численность популяции буроголового ошейникового попугая неизвестна, но исследования дикой природы показывают, что популяция стабильна и обычна на местном уровне. Встречается на протяжении большей части гор Бисмарка и хребта Оуэн-Стэнли в Западной провинции, провинции Хела, Энга, южной провинции Саутерн-Хайлендс, западного нагорья провинции Уэстерн-Хайлендс, провинции Чимбу, восточной провинции Истерн-Хайлендс, Моробе, Центральной провинции, провинции Оро и провинции Милн-Бей.

## Экология
Буроголовый ошейниковый попугай встречается в горных и субальпийских лесах и кустарниках на высоте 2400-4000 м. Часто этот вид наблюдается при осторожном кормлении в невысоких кустах, поедании различных семян, ягод и мелких плодов хвойных деревьев рода дакридиум. Также известно, что он кормится вместе с чешуйчатоголовым ошейниковым попугаем. При испуге влетает к верхушкам деревьев. Этот вид обычно встречается парами в группах до шести птиц.